# Albert C. Humphrey

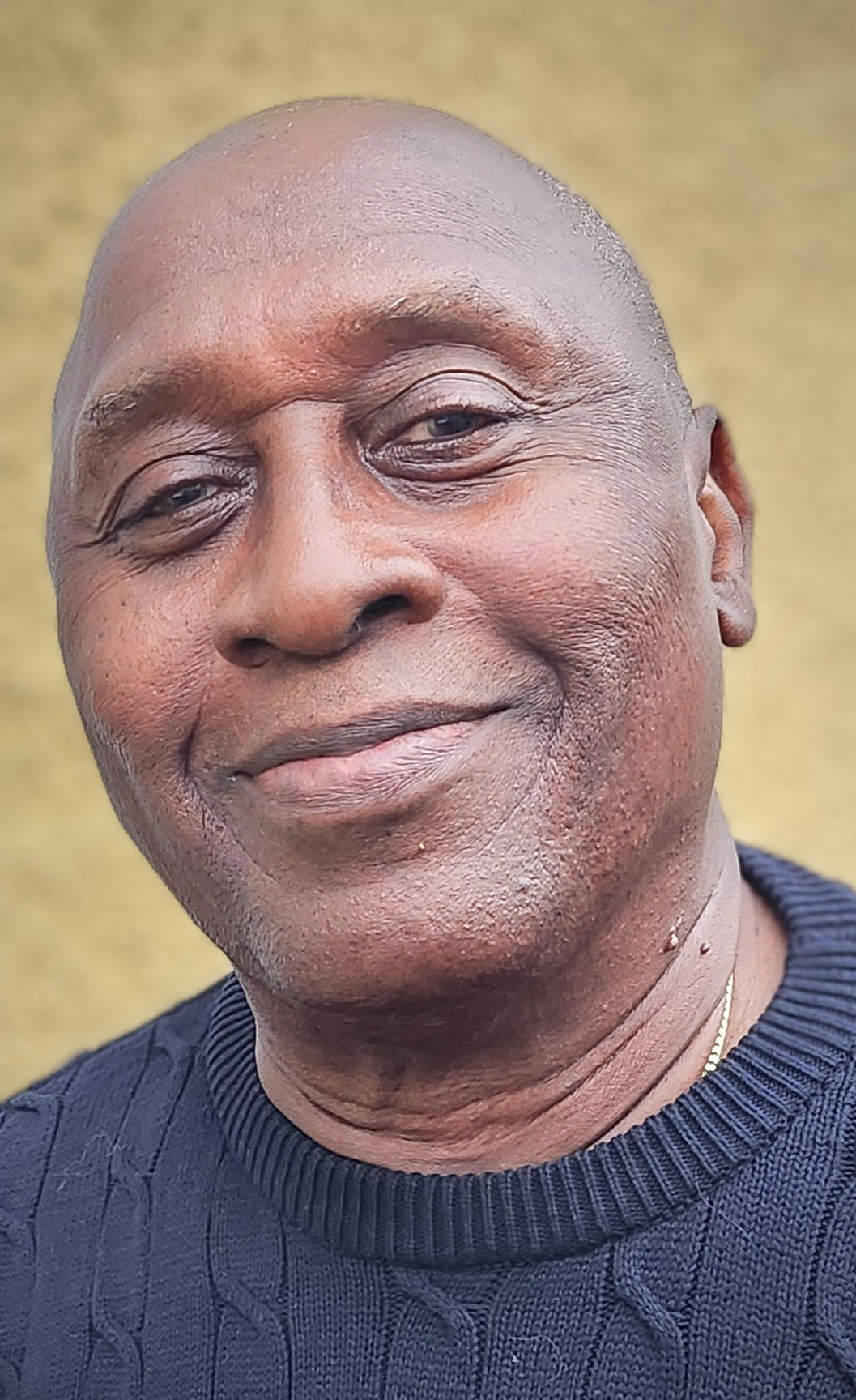
Albert C. Humphrey (2024)

Albert C. Humphrey (* 1951 in Watts, Los Angeles) ist ein US-amerikanischer Bluesmusiker. Er lebt seit den 1970er Jahren in München.

## Leben

### Ausbildung
Humphrey war das mittlere von neun Kindern. Im Alter von 17 Jahren verpflichtete er sich freiwillig für drei Jahre für den Armeedienst (1969–1972), wobei er auch in Fürth in Deutschland stationiert war. Anschließend studierte er bis 1974 am Pasadena City College International Public Relations and International Politics und begann dann 1974 ein Studium an der Schiller International University in Heidelberg, das er jedoch abbrechen musste. 1976 war er Übersetzer für Boxweltmeister Muhammad Ali in München.
Da sein Interesse bereits längere Zeit den bedeutenden Blues-Musikern galt, entschloss er sich, als musikalischer Autodidakt, Blues-Sänger zu werden. Er lernte Titel von Schallplatten auswendig und begann mit dem Schreiben eigener Blues-Songs und erfand dazu Melodien, deren instrumentale Komposition durch die Mitmusiker seiner Bands erfolgte.

### Musikalische Laufbahn
1977 gründete er Albert C. Humphrey And His Backyard Bluesband, später sein Blues-Trio Roots Of Blues, den Chor Albert C. Humphrey And His Voices Of Gospel sowie die Gala-Band Music Magic. Zudem übernahm er 1991 die musikalische Leitung des Gospelchores St. Lukas München. Humphrey war nicht nur in den USA und in Deutschland musikalisch aktiv, sondern in zahlreichen weiteren Ländern auf mehreren Kontinenten sowie auf Kreuzfahrtschiffen. Allein in Deutschland spielte er mit seinen Ensembles in mehr als zweihundert Städten.
So gastierte Humphrey zum Beispiel bei Festivals wie dem First Boogie & Blues Festival in München (2009), beim Innsbrucker New Orleans Festival, bei der Jazzwoche Burghausen (mit Chicago Beau), beim Festival Tunix, in der Alten Oper Frankfurt im Rahmen der Jazztage Frankfurt , beim Jazzfestival in Graz, beim Internationalen Jazzfestival Ingolstadt und bei den Erdinger Jazztagen. 2001 war Humphrey Initiator und Gründer und Initiator des jährlichen Jazz- und Bluesfestivals in Bad Wiessee. Außerdem trat er mehrfach bei der Eröffnung des Münchner Oktoberfestes auf, spielte bei der Eröffnung der Bundesgartenschau 2005 in München und trat im Münchner Herkulessaal auf. Humphrey wirkte im Lied München, du bist die Stadt für mi von Willi Augustin für das anlässlich des 850. Stadtgeburtstages veröffentlichte Album Servus München als Solist mit.
Humphrey absolvierte zahlreiche Tourneen, zum Beispiel in die DDR (mit TV- und Rundfunkauftritten) oder in die USA. Zahlreiche Schallplatten und CDs dokumentieren sein musikalisches Wirken.
Im Jahr 2000 gründete Humphrey seine eigene Plattenfirma „Humphrey Records“ in München.

### Film und Fernsehen
Humphrey spielte einige Komparsen- und Kleindarsteller-Rollen in deutschen Filmen, zum Beispiel in Soko, Siska, Tatort, Darüber lacht die Welt mit Hape Kerkeling, ARD Astro Show, Sat1 Wer gewinnt, er war zu Gast bei Fernsehsendungen wie zum Beispiel in der Talkshow Arabella von Arabella Kiesbauer (1999), bei Schreinemakers live (1984) und bei Peter Hortons Café in Takt (1984).

### Wirken als Moderator und Sprecher
Mitte der 1980er Jahre wirkte Humphrey als Moderator bei verschiedenen Firmenevents und Messen. Ebenso moderierte er die Harley-Davidson-Festivals in Europa von 1995 bis 2003 in den Ländern Österreich, Italien, Spanien, Frankreich und Irland und die Benefizveranstaltung Love Ride in der Schweiz. 1989 war er Sprecher für die Hörspielreihe Die Grandauers und ihre Zeit von Willy Purucker. In den 1990er Jahren war er zudem sporadisch als Synchronsprecher für BMG Music Entertainment tätig.

### Theaterstück
Um Menschen in Deutschland auf die unmenschliche Behandlung von Afrikanern im politischen System der Apartheid aufmerksam zu machen, schrieb er das Bühnenstück Ein Neger geht baden, das 1981 im Künstlerhaus am Lenbachplatz uraufgeführt wurde. Es beschäftigt sich in satirischer Form mit Situationen und Vorurteilen, denen man als Mensch mit dunkler Hautfarbe in einer weißen Gesellschaft häufig begegnet. Im Trio mit den Schauspielern Regine Hackethal und Udo Lenze schilderte er humorvoll, aber kritisch die Situation der People of Color in Deutschland.

### Engagement
Albert C. Humphrey gab zahlreiche Benefizkonzerte. Seit 1996 wirkt er durch sein künstlerisches Engagement für UNICEF und unterstützt das Kinderhilfswerk sowie verschiedene andere Projekte und Wohltätigkeitsorganisationen durch Spenden. Durch sein selbst ins Leben gerufenes Hilfsprojekt „directhelp“ übergab er 2003 mehrere durch private Spenden finanzierte Musikinstrumente an bedürftige Studierende seiner alten High School in Compton, Kalifornien.
Bei seinen Auftritten ist ihm die Vermittlung des Glaubens ein Anliegen. Seine Botschaft ist „Spread the word of God and good will“  The Bible, John 1:1, The Word Became Flesh und der Kampf gegen Hass und Rassismus. „Jesus von Nazareth hat uns Hoffnung auf ein besseres Leben mit Liebe, Frieden und Hoffnung gegeben. Ohne diese Werte geht gar nichts. Das hat die Geschichte eindeutig bewiesen.“

## Auszeichnungen
Für seine Spiritual Journey to America vom 24. März bis 5. April 2005 erhielt Humphrey mit dem Chor Albert C. Humphrey And Voices Of Gospel
- Proklamation der "Albert C. Humphrey And His Voices Of Gospel Days", durch James K. Hahn, Bürgermeister von Los Angeles (Mayor City of Los Angeles): Certificate of Proclamation of the Albert C. Humphrey And His Voices of Gospel Days, 24. und 25.03.2005[7]
- Certificate of Special Recognition durch Maxine Waters, Member of Congress, District California: Certificate of Special Regognition, US House of Representatives, 24.03.2005[8]

## Diskografie (Auswahl)

### Alben/CD
- Breath Taking Boogie Shaking. Blues, mit Angela Brown und Christian Christl (Acoustic Music Records; 1989)
- Changing Times. Soft-Jazz, (Humphrey Records; 2001)
- He's The Light. Gospel, mit dem Chor Albert C. Humphrey And His Voices Of Gospel (Humphrey Records; 2001)
- Going Back In Time. Blues, mit Hubert Hofherr und John Paiva (Humphrey Records; 2003)
- Praise. Gospel, mit dem Chor Albert C. Humphrey And His Voices Of Gospel (Humphrey Records; 2004)
- Blues Is Life. Blues (Humphrey Records, 2002)
- Suitcase Full Of Blues Blues. Blues, mit Charly Braun, Mano Maniak, Hubert Hofherr (Humphrey Records; 2014)
- For Someone Special, Soft-Jazz, mit Nate Johnson (Humphrey Records; 2015)

### Singles/Vinyl
- I Like Oktoberfest Erster bayerischer Rap-Song (Rigo Records; 1984)
- I Know The Lord Is Watching Me (GIB Music; 1997)

## Filmografie
- 1984: Nerzwölfe (Kurzfilm; Rolle: Hoteldiener)
- 1998: SOKO München (Episode: Killing, Rolle: Norman Kahn)
- 2004: Siska (Episode: Verzweifelt, Rolle: Jussuf)

## Medienauftritte
- 1982: Auftritt in Bio’s Bahnhof
- 1984: Auftritt in Peter Hortons Livemusik-Show Café in Takt
- 1996: ZDF Hitparade, Auftritt mit Drafi Deutscher und Gospelchor St. Lukas[9]
- 2014: Auftritt mit Hape Kerkeling beim Wiener Opernball für die Sendung Darüber lacht die Welt
- 2014: musikalisches Portrait/Reportage in der Sendung TV Bayern live[10]
- Auftritt in Gerd Rubenbauers Fernsehshow Bayern Champions Folge 50

## Filmdokumentationen über Albert C. Humphrey
- 1998: Dokumentation Entweder man kämpft oder man rennt (Reimar/Allerdt),[11] BR Fernsehen in der Reihe Lebenslinien
- 2004: Porträt über Albert C. Humphrey in der Sendereihe Dossier 24 (BR Fernsehen)